# Græs-familien
Græs-familien (Poaceae) er en plantefamilie i græs-ordenen. Med cirka 10.000 arter i mere end 650 slægter er den en af de største familier inden for blomsterplanterne. De er udbredt i alle verdens klimazoner.
Mange arter af græsser hører til de ældste nytteplanter og er siden tidernes morgen af livsvigtig betydning for mennesket. Alle kornsorter som hvede, rug, byg, havre, hirse, majs og ris medregnes til denne plantegruppe. Landskabsformer som enge, overdrev, stepper og savanner præger store dele af verdens landskaber.

## Livscyklus og morfologi
Græs-familien omfatter både arter, der lever i kort og lang tid. De udviser en karakteristisk morfologi med en fælles "græsagtig" grundplan for de forskellige arter. Græsser har oftest en slank vækstform og har lange blade og ofte diskrete, enkle blomsterstande.

### Livsformer
Mange arter er énårige og gennemlever hele deres livscyklus i en enkelt vækstsæson. De lever oftest kun få måneder og overlever den ugunstige årstid som frø i jorden. De såkaldte hemikryptofytter derimod har foryngelsesknopper nær jordoverfladen og overlever ugunstige perioder beskyttet af jord, løv eller sne. Dertil hører de toårige arter, der i løbet af sommeren eller efteråret danner kimplanter og først i det følgende år danner frø og frugter, ligesom flerårige arter, der lever få eller mange år. Disse besidder rosetter eller lignende, der er i stand til at overvintre. Individerne af en generation blandt længerelevende arter kan blive indtil 400 år gamle, f.eks. hos Rød Svingel. Alm. Kvik er et eksempel på, at græsser kan formere sig ud fra fragmenter af udløbere. De fleste arter er urteagtige; deres strå dør over jordoverfladen efter cirka et år. Undtagelser udgør træagtige Bambus-arter, hvis skud er tykvæggede og hårde og kan leve i flere årtier.

### Vækstformer og rødder
Nogle græsser er spinkelt bygget og bliver kun nogle få centimeter store (fx Enårig Rapgræs). Andre arter har forveddede strå og når højder indtil 40 meter eller mere, som eksempelvis bambus-arten Dendrocalamus giganteus. En- og toårige arter har sædvanligvis enkelte eller få skud i løse tuer med bløde blade. Hos disse græsser bærer alle eller de fleste stængler blomsterstande. De længerelevende arter danner i de fleste tilfælde fastere strå og bladplader og danner ud over blomstrende skud et større eller mindre antal ikke blomstrende skud. De vokser i løse eller tætte tuer eller plæneagtigt. Den sidstnævnte vækstform fremkommer, når planterne enten udbreder sig ved hjælp af mere eller mindre lange overjordiske, krybende, grønlige eller rødlige stængler, kaldet stoloner (fx Kryb-Hvene) eller ved hjælp af underjoriske, hvide eller brune rhizomer (fx Alm. Kvik). Ud over farven lader de to typer sig også adskille ved hjælp af knæene på udløberne med rødder: stoloner har på hvert knæ fuldstændige blade med bladskede, hvorimod rhizomer på disse steder blot har små, tynde skælformede lavblade. Hos tuedannende arter dannes kun meget korte udløbere, eller de unge sideskud udvikler sig indeni moderskuddets bladskeder, dette ses hos Fåre-Svingel. På denne måde opstår på grund af de tæt sammentrængte skud den typisk tueformede vækstform hos mange græsser. De fleste græsser har trævlerødder; de danner ingen hoved- eller pælerod. Ved stængelgrunden og ved udløbernes knæ dannes talrige rødder, der hver især kan udvikle siderødder af 1. og 2. orden. På denne måde kan der opstå rodsystemer med en betragtelig størrelse. Således kan en enkelt plante af Rød Svingel eksempelvis udbrede sig 250 meter i diameter.

### Strå og blade
Græssernes stængler kaldes strå. De er oftest hule og trinde (runde i tværsnit). Kun få græsser har massive stængler. De er leddelt ved hjælp af faste, vævsfyldte knæ (nodier). Afsnittene mellem knæene kaldes internodier. Umiddelbart over knæene ligger vækstzonerne, stråene gror altså med indskudte meristemer (væv af små udifferentierede celler, der vedvarende deler sig). Stråene bliver på grund af disse vækstzoner bevægelige og smidige. De er på den måde i stand til atter at rette sig op efter påvirkning gennem vind eller regn.
Bladene hos græsserne består altid af to forskellige afsnit: bladskeden og bladpladen. Bladskeden er bladets grund og sidder fast på knæet og omslutter internodiet næsten indtil næste knæ på strået. Bladskederne er hos de fleste græsser åben i den ene side. Hos få græsarter er randene sammenvoksede og dermed bladskeden rørformet lukket, selvom de tidligt revner i den øvre del. Mens de basale bladskeder beskytter vækstpunkterne hos de unge skud, så opfylder stråenes bladskeder denne beskyttelsefunktion for vækstzonerne over knæene og sørger desuden for yderligere stabilitet.
Ved overgangen mellem bladskede og bladplade sidder hos de fleste arter et hindeagtig vedhæng, skedehinden. Den fremstår oftest som en farveløs, gennemskinnelig fortsættelse af hinden på indersiden af bladskeden og er en forlængelse af bladskedens indre epidermis. Den beskytter mod skader forårsaget af vindens gentagne bevægelser af strået samt mod indtrængen af snavs og parasitter i rummet mellem strå og bladskede. På grund af sit forskelligartede udseende er skedehinden nyttig ved artsbestemmelsen. Den er behåret eller ubehåret, kraveformet, tilspidset, udstrakt, meget kort eller meget lang. Til tider er skedehinden erstattet af en hårrække, i sjældne tilfælde mangler den helt.

### Blomsterstande og blomster
Græssernes blomsterstande er opbygget af småaks, der kan være samlet i et aks, en top eller en dusk. Et aks har ustilkede eller ganske kortstilkede, rækkestillede småaks. En top har langstilkede småaks, hvor der normalt udgår flere grene fra samme etage, især de nedre grene er forlængede. En dusk har ganske korte grene. Småaksene består oftest af en eller flere tvekønnede blomster. Såkaldte kolber er en variant af aks, hvor aksvævet er forstørret. Sjældnere består blomsterstanden af enkeltblomster.
Græsser udmærker sig ved karakteristisk reducerede blomster. Småaksene består først af et par yderavner, ydre og indre yderavne, der kan være sammenvoksede. Derover findes i småakset en eller flere blomster, der er omsluttet af såkaldte inderavner, nedre og øvre inderavne kaldet henholdsvis dækblad og forblad. Dækbladene kan opfattes som støtteblade for enkeltblomsterne. Avnerne varierer stærkt i deres form og størrelse. De to yderavner kan være ens eller forskellige af udseende. Dækbladet kan være spids eller stump i enden eller være tandet på forskellig vis. På rygsiden er dækbladet hvælvet, sammentrykt eller med køl. Dækbladets midtribbe kan være børsteformet forlænget i en såkaldt stak, der kan være ryg- eller spidsfæstet.
Blomsterne består af et forblad og to, sjældent tre, svulmeskæl, der undertiden har sammenvoksede rande. Det er svulmeskællene, der under blomstringen tvinger dækblad og forblad fra hinanden. I blomsten findes desuden oftest tre støvblade (sjældent seks, to eller kun et), der hver består af en tynd støvtråd og en todelt støvknap, der bærer pollenet. Endeligt findes der i hver blomst en rund, oversædig frugtknude, der i spidsen har to (sjældnere en eller tre) grifler med fjerformede støvfang.

### Frugter og frø
Frugten er hos de fleste græsarter en tør skalfrugt, det vil sige en nød, hvor frugtknudens tynde væg og frøskallen er sammenvoksede. Sjældnere er frugterne bær eller stenfrugter med saftige eller kødede frugtvægge som det er tilfældet hos nogle bambus-arter.
Hos nogle græsser omsluttes nøden, kornet, mere eller mindre fast af avnerne. Skallen kan være helt sammenvokset med inderavnerne (som hos byg). Hos andre græsser er kornene nøgne, det vil sige at de ved modenhed ikke omsluttes af avnerne (som hos rug og hvede). Kornet har ofte en fure på langs, bugfuren. Inden i kornet ligger den stivelsesrige frøhvide og kimen. Det er græssernes korn, der på grund af deres rige indhold af stivelse, har givet disse planter deres store betydning som næringsplanter for mennesker.

## Naturlige og menneskeskabte græsområder
Cirka en femtedel af jordens plantedække indtages af græsser. Savanner og stepper danner de største, naturlige græsområder på jorden i klimazoner, der ikke er egnet til skov. Dertil kommer de af mennesket skabte kulturlandskaber i især Centraleuropa. De er opstået i en lang proces efter istiden, hvor skove er blevet omdannet til enge og græsgange.
De varige, mere eller mindre tætte græsbestande gør gavn på mange måder. De forhindrer frem for alt ved hjælp af deres tætte rodsystem erosion af jord på grund af vind og vand. Desuden skaber de ved deres rodnet et højt indhold af organisk stof i jorden. Cirka en tredjedel af planternes primærproduktion forbliver tilbage under jorden i græsområder og fører dermed til humusdannelse. Dertil bidrager hvert år det døde overjordiske plantemateriale, der bliver tilbage som dækningsmateriale og kun langsomt nedbrydes. I flere græsområder spiller naturlige ildebrande en afgørende rolle. Lyn antænder ved afslutningen på vækstperioden den døde plantemasse. De uorganiske næringsstoffer i asken fremmer som gødning planternes nye vækst. Derudover bliver trævækst ødelagt. Brandene bidrager således til at holde græslandskabet åbent. Græsområder bebos af og ernærer en artrig og mangfoldig dyreverden af insekter (termitter og myrer), spindlere, fugle, småpattedyr og ikke mindst græssende flokke af store pattedyr som på de afrikanske savanner.

### Stepper og prærier
De træløse stepper befinder sig i de halvtørre, tempererede zoner overvejende på den nordlige halvkugle. På den sydlige halvkugle svarer den argentinske pampas til de eurasiske stepper og de nordamerikanske prærier. Stepper er i årets løb underlagt to perioder med vegetatonshvile på grund af dels den strenge kulde om vinteren og dels den vedvarende tørke om sommeren. Nedbøren om foråret og i det sene efterår er tilstrækkelig for steppevegetationens vækst.

### Savanner
Savannerne omfatter cirka 15 millioner kvadratkilometer. De opnår deres største udstrækning i den sydlige halvkugles troper med sommerregn. Analoge dannelser til savannen finder man i Venezuelas og Colombias Los Llanos, Brasiliens cerrado eller Nordaustraliens eukalyptus-stepper. Savanner har i modsætning til stepper og prærier træer og buske. Afrikas savanner ville uden brande og påvirkningen fra elefant- og hovdyrflokke på kort tid vokse til med trævækster. På savanner spiller udover de større dyr også termitter, myrer og græshopper en afgørende rolle som regulator i økosystemet. Planternes artsrigdom på savannen er forholdsvis lille. Især C4-græsser dominerer. Derimod er dyrenes artsrigdom yderst stor. Således lever cirka 1,5 millioner større dyr på jordens savanner, alene i Østafrikas Serengeti findes 98 store græssende dyr per kvadratkilometer.

### Kulturgræsland
Kulturgræsland tjener mennesket økonomisk som grundlag for kvægavl. Enge og græsgange, der er domineret af græsser i det tempererede Europa er overvejende et resultat af et århundredlangt menneskeligt arbejde. Stadig for omkring 10.000 år siden var Centraleuropa et rent skovland. Udviklingen af bondekulturer, der udbredte sig fra Mellemøsten til Centraleuropa for cirka 6700 til 6400 år siden, muliggjorde at menneskene blev fastboende og førte til endnu stærkere indgreb i det naturlige plantedække. Der kom bebyggelser, de første agre og husdyr, der i første omgang søgte deres føde i skoven. Dyrenes fødesøgning, brand og skovhugst førte i løbet af en lang periode til en lysere skov. Med begyndelsen af jernalderen blev jordudnyttelsen forstærket, og med opfindelsen af leen blev indvinding af hø og halm mulig. På denne måde opstod de første større enge. I middelalderen blev landskabsudviklingen fuldendt til et åbent og meget differentieret kulturlandskab, hvor bebyggelser, agerland, levende hegn, krat og den tilbageværende skov vekslede med enge og græsgange.

## Betydning for mennesker
Græs-familien har et meget bredt spektrum af anvendelsesmuligheder. Det drejer sig dog kun om forholdsvis få slægter, der har betydning som nytteplanter for mennesker. Kun cirka 15 slægter (det er knap 2 procent, dog er bambus-slægter ikke medregnet) spiller en større rolle.

### Korn
Korn er af stor verdensøkonomisk betydning. Græsfrugter, det vil sige græskorn, tjener mennesker som basalt næringsmiddel. De leverer over 50 % af verdens fødevareforsyning. Hvede (Triticum-arter), majs (Zea mays) og ris (Oryza sativa) indtager en ledende rolle. Byg, rug, hirse og havre dækker cirka en tiendedel.
Hvede, byg og rug har deres oprindelse i den såkaldte frugtbare halvmåne, et område, der strækker sig fra Egypten over Palæstina til den Persiske Bugt. Her blev de vilde former udviklet gennem udvælgelses- og krydsningsprocesser til de nutidige kulturformer.
Ris har sin oprindelse i Kina eller Indien. Majs stammer fra Mexico. Græsser med små korn samles under betegnelsen hirse. De findes f.eks. i slægter som Digitaria, Echinochloa, Eragrostis, Panicum, Setaria, Sorghum.
I 2012 blev følgende dyrkningsresultater opnået i verden (tabellen er sorteret efter udbytter):
| 1                                                     | Majs   | 176.991.927 | 4,94 | 875.098.631   |
| 2                                                     | Ris    | 163.463.010 | 4,39 | 718.345.380   |
| 3                                                     | Hvede  | 216.638.762 | 3,12 | 674.884.372   |
| 4                                                     | Byg    | 49.310.546  | 2,68 | 132.350.225   |
| 5                                                     | Hirse* | 69.082.120  | 1,18 | 83.695.708    |
| 6                                                     | Havre  | 9.627.546   | 2,18 | 20.974.945    |
| 7                                                     | Rug    | 5.557.715   | 2,62 | 14.544.170    |
|                                                       | I alt  | 690.671.626 |      | 2.519.893.431 |
| * Hirse omfatter her Sorghum og “Millet” (Alm. Hirse) |        |             |      |               |
| Kilde: FAO: Faostat 2012                              |        |             |      |               |

### Andre udnyttelser
Ud over korn udnyttes stængler, blade og rødder. Græsser er en vigtig råstofkilde for stivelse, cellulose og sukker såvel som fedtstoffer og æteriske olier. De kan anvendes som råmaterialer, byggematerialer og fyldstoffer. Frem for alt bliver de forveddede strå af forskellige bambus-arter i Asiens tropiske og subtropiske områder anvendt til fremstilling af møbler, spiseredskaber, drikkekrus eller hegn, og ikke mindst anvendt i husbyggeri eller stilladser. I Nordvesteuropa bliver den her almindelige plante tagrør anvendt til tækning af huse.
Bambusskud bliver spist som grøntsag.
Citrongræsser (Cymbopogon) anvendes som krydderi eller lægeurter. Desuden tjener græsser til fremstilling af alkoholiske drikke som øl, rom eller snaps. Som selvfornyende råstoffer vinder græsser, især bambus og sukkerrør, tiltagende betydning indenfor fremstillingen af bioethanol som brændstof.

### Sundhed
Hos følsomme mennesker kan pollen fra græsser udløse dannelsen af antistoffet immunoglobulin E (IgE), hvilket er kendt som høfeber. Såkaldte glykoproteiner, der er hæftet på pollenoverfladen, bliver let afgivet på slimhinderne og kan frembringe allergiske reaktioner. Desuden kan prolaminer i kornets såkaldte aleuronlag udløse sygdommen cøliaki på grund af en immunologisk overfølsomhedsreaktion.

## Græssets alder
Tidligere var 55 millioner år gammelt, fossilt græs fra Tennessee det ældste fund, man kendte af græs. 70 millioner år gammelt græspollen var imidlertid fundet i Egypten. Men i 2005 påviste undersøgelser af fossile ekskrementer efter dinosaurer bittesmå phytolitter (kiselceller), der kun findes i græs. Opdagelsen afslørede, at fem typer græs i slægt med moderne varianter fandtes i Gondwana-delen af det indiske subkontinent for 71-65 millioner år siden.

## Navnet
Ordet "græs" er fælles for de germanske sprog og stammer fra det indoeuropæiske *ghre (= at gro, spire). Da det, som spirer og gror, har den samme farve, kommer "grønt" fra det samme ophavsord; det samme gælder "gran". Udtrykket "at bide i græsset", kommer fra tysk ins Gras beissen, mens det på engelsk hedder bite the dust. Udtrykket stammer fra den gamle iagttagelse, at sårede soldater bider i græs eller jord for at holde smerterne ud. Udtrykket findes allerede hos Homer, og på latin hed det humum ore mordere (= "i humus/jord med munden bide").

## Forekomst
Græsser er udbredt over hele verden. De forekommer fra havkysten til højfjeldet, fra ækvator til den anden side af polarkredsene i næsten alle terrestiske økosystemer og er altså udbredt vidt forskellige steder økologisk set. De vokser såvel på en konstant våd bund som på en ekstremt tør ligesom de både vokser meget varmt og i arktisk kulde.
Man finder græsser flydende i vandløb, bestanddannende i rørskove, som underbevoksning i skove, på både våd og tør bund, i vejkanter, på skråninger og klipper - selv skærver og murkroner koloniseres. Adskillige plantesamfund uden for skovene er hovedsageligt sammensat af græsser. De nordamerikanske prærier, Østeuropas stepper, Afrikas savanner og Sydamerikas pampas, men også landbrugets enge og græsgange i Europa, er naturlige såvel som af mennesket dannede landskabsprægende græsområder på jorden, hvor træer og buske er helt eller delvist manglende.

## Danske slægter
En liste over græsslægter med arter, der er vildtvoksende eller tilsyneladende vildtvoksende i Danmark:
- Annelgræs (Puccinellia)
- Blåtop (Molinia)
- Bunke (Deschampsia)
- Byg (Hordeum)
- Draphavre (Arrhenatherum)
- Dværgbunke(Aira)
- Enghavre(Helictotrichon)
- Festgræs(Hierochloë)
- Flitteraks(Melica)
- Gulaks (Anthoxanthum)
- Guldhavre (Trisetum)
- Hestegræs (Holcus)
- Hjertegræs (Briza)
- Havre (Avena)
- Hejre (Bromus)
- Hjælme (Ammophila)
- Hundegræs (Dactylis)
- Hvede (Triticum)
- Hvene (Agrostis)
- Kambunke (Koeleria)
- Kamgræs (Cynosurus)
- Kanariegræs (Phalaris)
- Katteskæg (Nardus)
- Kvik (Elymus)
- Majs (Zea)
- Marehalm (Leymus)
- Miliegræs (Milium)
- Rajgræs (Lolium)
- Rapgræs (Poa)
- Rottehale (Phleum)
- Rug (Secale)
- Rævehale (Alopecurus)
- Rørhvene (Calamagrostis)
- Sandskæg (Corynephorus)
- Skovbyg (Hordelymus)
- Spidshale (Parapholis)
- Stilkaks (Brachypodium)
- Svingel (Festuca)
- Sødgræs (Glyceria)
- Tagrør (Phragmites)
- Tandbælg (Danthonia)
- Tæppegræs (Catabrosa)
- Vadegræs (Spartina)
- Vindaks (Apera)
- Væselhale (Vulpia)

### Hybrider
- Triticale (× Triticosecale)
- Østersøhjælme (Ammophila arenaria × Calamagrostis epigeio)

## Græs-familiens systematik[14][15][16][17]
- Underfamilie Anomochlooideae – med to stammer hver med én slægt:
  - Stamme Anomochloeae
    - Anomochloa

  - Stamme Streptochaeteae
    - Streptochaeta
- Underfamilie Pharoideae – med en stamme og en slægt med 1-12 arter:
  - Stamme Phareae
    - Pharus
- Underfamilie Puelioideae – med to stammer hver med én slægt og med 14 Arten:
  - Stamme Puelieae:
    - Puelia

  - Stamme Guaduelleae:
    - Guaduella

 BEP-klade (Bambusoideae, Ehrhartoideae, Pooiedeae)
- Underfamilie Bambus (Bambusoideae) – De er forholdsvis oprindelige i deres blomsteropbygning. Blomsten er alstå ikke så stærkt reduceret, som den er ved de fleste andre underfamilier. De har ofte træagtige strå. To stammer og 98 slægter og ca. 1200 arter:
  - Stamme Olyreae
  - Stamme Bambuseae (udvalg):
    - Bambusa ≈ 120 Arter
    - Chusquea ≈ 120 Arter
    - Fargesia
    - Furebambus (Phyllostachys)
    - Guadua
    - Pseudosasa
    - Sasa

- Underfamilie Ehrhartoideae (= Oryzoideae) – De er forholdsvis oprindelige i deres blomsteropbygning. Blomsten er altså ikke så stærkt reduceret, som den er ved de fleste andre underfamilier. Med fire stammer, 19 slægter og ca. 120 arter:
  - Stamme Ehrharteae – med fire slægter
  - Stamme Phyllorachideae – med to slægter
  - Stamme Streptogyneae – med én slægt
  - Stamme Oryzeae (Auswahl):
    - Ris-slægten (Oryza) - 25 arter
    - Vildris (Zizania) – 4 arter
    - Risgræs-slægten (Leersia) ≈ 17 arter
    - Chikusichloa – 3 arter
    - Hygroryza – 1 art
    - Luziola ≈ 11 arter
    - Zizaniopsis ≈ 5 arter
    - Porteresia – 1 art
    - Rhynchoryza – 1 art
    - Maltebrunia – 5 arter
    - Prosphytochloa – 1 art
    - Potamophila – 1 art

- Underfamilie Pooideae – med 15 stammer, 202 slægter og ca. 3300 arter:
  - Stamme Ampelodesmeae
  - Stamme Aveneae
    - Dværgbunke (Aira)
    - Hvene (Agrostis) ≈ 220 arter
    - Hjælme (Ammophila) – 3 arter
    - Gulaks (Anthoxanthum)
    - Rævehale (Alopecurus) ≈ 25 arter
    - Draphavre (Arrhenatherum) – 6 arter
    - Havre (Avena) ≈ 25 arter
    - Rørhvene (Calamagrostis) ≈ 230 arter
    - Sandskæg (Corynephorus)
    - Kamgræs (Cynosurus) - 3 arter
    - Bunke (Deschampsia) ≈ 50 arter
    - Enghavre (Helictotrichon) ≈ 50 arter
    - Festgræs (Hierochloe)
    - Hestegræs (Holcus)
    - Kambunke (Koeleria)
    - Harehale (Lagurus)
    - Miliegræs (Miliumm)
    - Kanariegræs (Phalaris) ≈ 15 arter
    - Rottehale (Phleum)
    - Guldhavre (Trisetum)

  - Stamme Brachyelytreae
  - Stamme Brachypodieae
    - Stilkaks (Brachypodium)

  - Stamme Bromeae
    - Hejre (Bromus) ≈ 100 arter

  - Stamme Brylkinieae
  - Stamme Diarrheneae
  - Stamme Hainardieae
  - Stamme Lygeeae
  - Stamme Meliceae
    - Sødgræs (Glyceria) ≈ 15 arter
    - Flitteraks (Melica) ≈ 75 arter

  - Stamme Nardeae
    - Katteskæg (Nardus)

  - Stamme Phaenospermatideae
  - Stamme Poeae
    - Hjertegræs (Briza) ≈ 20 arter
    - Hundegræs (Dactylis) – i Danmark én art
    - Svingel (Festuca) ≈ 470 arter
    - Rajgræs (Lolium) – 8 arter
    - Rapgræs (Poa) ≈ 200 arter
    - Annelgræs (Puccinellia)
    - Blåaks (Sesleria) – 30–35 arter
    - Tundragræs (Dupontia) ≈ 4 arter

  - Stamme Stipeae
    - Fjergræs (Stipa) ≈ 300 arter
    - Celtica ≈ 1 art

  - Stamme Triticeae
    - Kvik (Elymus) ≈ 150 arter
    - Byg (Hordeum) ≈ 30 arter
    - Marehalm (Leymus) – 40 arter
    - Rug (Secale)
    - Thinopyrum ≈ 20 arter
    - Hvede (Triticum)

 PACC-clade
- Underfamilie Aristidoideae – med en stamme, tre slægter og ≈ 350 arter:
  - Stamme Aristideae:
  - Aristida ≈ 330 arter
- Underfamilie Danthonioideae – med én stamme, 26 slægter og ≈ 250 arter:
  - Stamme Danthonieae
    - Pampasgræs (Cortaderia) ≈ 20 arter
    - Tandbælg (Danthonia) ≈ 100 arter
- Underfamilie Arundinoideae – med én stamme, 14 slægter og 36-38 arter:
  - Stamme Arundineae
    - Tagrør (Phragmites) – med 2-3 arter:
    - Blåtop (Molinia) – 2-5 arter
    - Arundo
- Underfamilie Chloridoideae – med fem stammer, 145 slægter og ≈ 1400 arter:
  - Stamme Andropogonae
    - Præriegræs (Schizachyrium)

  - Stamme Cynodonteae
    - Astrebla
    - Moskitogræs (Bouteloua)
    - Cynodon – 8 arter
    - Vadegræs (Spartina) ≈ 14 arter

  - Stamme Eragrostideae
    - Fingerhirse (Eleusine)
    - Kærlighedsgræs (Eragrostis) ≈ 300 arter
    - Muhlenbergia ≈ 160 arter
    - Sporobolus ≈ 160 arter

  - Stamme Leptureae
    - Spidshale (Parapholis) ≈ 6 arter

  - Stamme Orcuttieae
  - Stamme Pappophoreae
- Underfamilie Centothecoideae – med to stammer, 13 slægter og ≈ 45 arter:
  - Stamme Centotheceae
    - Centotheca

  - Stamme Thysanolaeneae
- Underfamilie Panicoideae – med syv stammer, 216 slægter og ca. 3270 arter:
  - Stamme Andropogoneae
    - Andropogon ≈ 100 arter
    - Chrysopogon
    - Jakobståre-slægten (Coix) – 5 arter
    - Citrongræs-slægten (Cymbopogon) ≈ 50 arter
    - Hyparrhenia ≈ 50 arter
    - Sukkerrør (Saccharum) ≈ 35 arter
    - Sorghastrum
    - Durra (Sorghum)
    - Majs (Zea)

  - Stamme Arundinelleae
  - Stamme Gynerieae
  - Stamme Hubbardieae
  - Stamme Isachneae
  - Stamme Paniceae
    - Fingeraks (Digitaria)
    - Hanespore (Echinochloa)
    - Hirse (Panicum) ≈ 500 arter
    - Paspalum ≈ 330 arter
    - Lampepudsergræs-slægten (Pennisetum) ≈ 80 arter
    - Skærmaks (Setaria) ≈ 150 arter
    - Zygochloa, monotypisk

  - Stamme Steyermarkochloeae
- uden indordning i en underfamilie:
  - Stamme Eriachneae – med to slægter:
    - Eriachne
    - Pheidochloa

  - Stamme Micraireae – med én slægt:
    - Micraira